# I Like (Shanice-dal)
Az I Like című dal az amerikai Shanice 4. és egyben utolsó kimásolt kislemeze a 21... Ways to Grow című albumról. A dal eredetije a The Staple Singers I'll Take You There című dalából származik.

## Megjelenések
CD Single  Motown – 860215-2
1. I Like (Album Version Edit)	3:43
2. I Like (Masters At Work Main Mix) 7:25 Remix – Masters At Work, Remix, Producer [Additional] – Kenny "Dope" Gonzalez, "Little" Louie Vega*
3. I Like (Kenny Dope Main Mix) 5:40 Remix – Kenny Dope,  Remix, Producer [Additional] – Kenny "Dope" Gonzalez, "Little" Louie Vega
4. I Like (Kenny Dope Vibes Mix) 5:42 Remix – Kenny Dope, Remix, Producer [Additional] – Kenny "Dope" Gonzalez, "Little" Louie Vega*

## Slágerlista
| Slágerlista                          | Legjobb helyezés |
| ------------------------------------ | ---------------- |
| U.S. Billboard Dance Music/Club Play | 38               |
| Swiss Singles Chart                  | 49               |